# Maria Bartolotti
Maria Bartolotti detta Piera (Fusignano, 25 marzo 1923 – Ravenna, 6 dicembre 1972) è stata una partigiana italiana.
Rappresenta una figura esemplare della Resistenza "al femminile" che caratterizzò la Bassa Romagna. Organizzò anche attività di protesta e sciopero tra le mondine nelle risaie, nonostante l'azione di intimidazione fascista.

## Biografia
Sin dai primi giorni successivi all'armistizio dell'8 settembre 1943 entrò a far parte della Resistenza all'interno delle Squadre di Azione Patriottica operanti nel ravennate con il nome di battaglia di "Piera".
Fidanzata di Terzo Lori, dopo la sua morte continuò la sua attività di partigiana, contribuendo assieme ad altre numerose donne - tra cui Norina Trombini - alla creazione di una efficiente rete di staffette aggregata ai gruppi partigiani coordinati da Arrigo Boldrini (Bulow).
Con la formazione della 28ª Brigata Garibaldi "Mario Gordini" aggregata al Gruppo di Combattimento "Cremona" all'inizio del 1945 Maria ad Giazòl continuò ad operare sul fronte in ausilio ai partigiani combattenti sino alla Liberazione.
A suo nome è stata intitolata la Scuola primaria di Savarna, frazione del comune di Ravenna, sua località di residenza.